# Antarctic Snow Cruiser
O Antarctic Snow Cruiser foi um veículo criado sob a direção de Thomas Poulter, com a intenção de facilitar o transporte na Antártida durante a Terceira Expedição da Antártida de Byrd (1939-1941). O veículo também era conhecido como "The Penguin", "Penguin 1" ou "Turtle" em alguns materiais publicados.
Poulter foi o segundo no comando na Segunda Expedição da Antártida de Byrd, realizada em 1934. Com o tempo que passou na Antártida, Poulter planejou diversas características inovadoras para o veículo. Apesar disto, o Snow Cruiser geralmente apresentava falhas para operar sob condições difíceis (os pneus, demasiado suaves para evitar incrustação da neve, não aderiam ao gelo) e foi eventualmente abandonado na Antártida. Foi redescoberto em uma profunda camada de neve em 1958, desaparecendo novamente devido às mudanças nas condições do gelo. Está desaparecido desde então.

## História

### Projeto e construção
Em 29 de abril de 1939, Poulter e o Armour Institute of Technology apresentaram os planos a autoridades em Washington, D.C. A fundação financiaria o Antarctic Snow Cruiser, estimado em US$150.000, supervisionaria a construção e emprestaria o veículo ao Serviço Antártico dos Estados Unidos. As obras começaram no dia 8 de agosto de 1939 e duraram 11 semanas. Em 24 de outubro de 1939, o veículo foi funcionado pela primeira vez na Pullman Company, ao sul de Chicago, e iniciou uma jornada de 1.640km até o cais do exército em Boston. Durante a viagem, o sistema de direção estragou e fez com que o veículo saísse de uma pequena ponte na Lincoln Highway e caísse em um riacho perto da cidade de Gomer, em Ohio, onde permaneceu por três dias. Quando o veículo entrou em Boston, causou um dos maiores engarrafamentos da época. Logo depois, partiu para a Antártida em 15 de novembro de 1939, a bordo do USCGC North Star.

### Chegada à Antártida

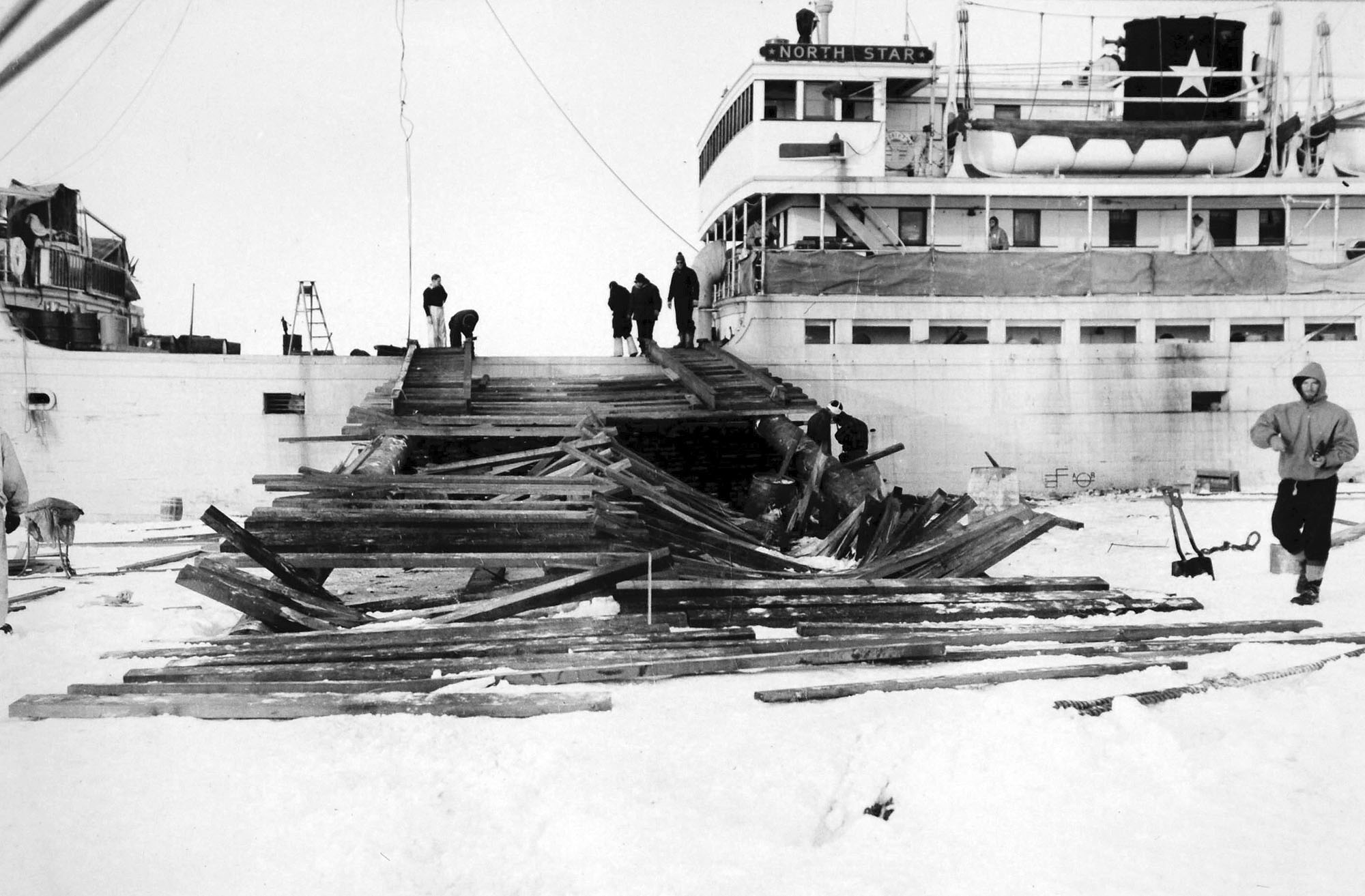
A rampa usada para descarregar o Snow Cruiser

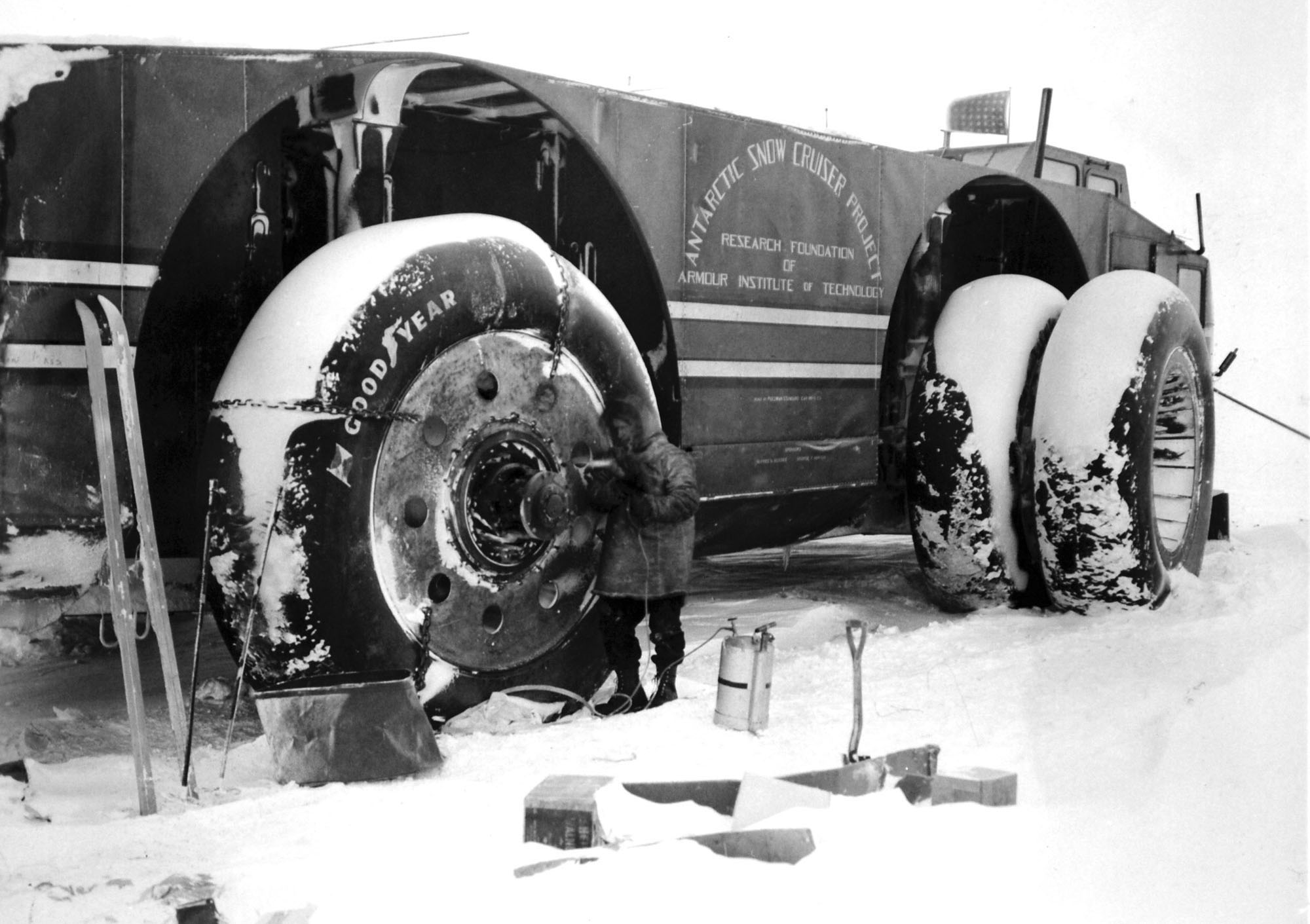
O operador de rádio Felix Ferranto, usando um maçarico para descongelar os motores das rodas do Antarctic Snow Cruiser (23 de agosto de 1940)

O Snow Cruiser chegou em Little America na Baía das Baleias, Antártida, com o Serviço Antártico dos Estados Unidos no início de janeiro de 1940, e logo de início, passou por muitos problemas. Foi necessário a construção de uma rampa de madeira para descarregar o veículo do navio, sendo que uma das rodas quebrou a rampa no processo de descarga. A equipe comemorou quando Poulter conseguiu libertar a roda da rampa mas logo em breve ficaram em silêncio quando o veículo não conseguiu se mover através do gelo e da neve. Os pneus grandes, lisos e sem banda de rodagem, foram originalmente projetados para um grande veículo de pântano; as rodas giravam livremente e fez com que o veículo se movimentasse pouco para frente, afundando  cerca de um metro na neve no processo. A equipe instalou dois pneus sobressalentes nas rodas da frente do veículo e instalou correntes nas rodas traseiras, mas o esforço não foi suficiente para fazer o veículo tracionar. A equipe mais tarde percebeu que os pneus produziam mais tração se o veículo fosse dirigido de ré. Percorreu, assim, 148 km somente de ré. Em 24 de janeiro de 1940, Poulter retornou aos Estados Unidos, deixando Franklin Alton Wade como responsável pelo restante da equipe, que incluía o Theodore Argyres Petras, o piloto do avião do Snow Cruiser, Felix. L. Ferranto, Sargento do Corpo de Fuzileiros Navais dos Estados Unidos e operador de rádio, e C. W. Griffith, o mecânico do veículo. A equipe conduziu experimentos sismológicos, medição de raio cósmico e coleta de amostra de núcleo de gelo enquanto viviam no Snow Cruiser cobertos por neve e madeira. O financiamento do projeto foi cancelado devido ao foco dos Estados Unidos ter sido redirecionado para a Segunda Guerra Mundial.

### Redescoberta e destino final

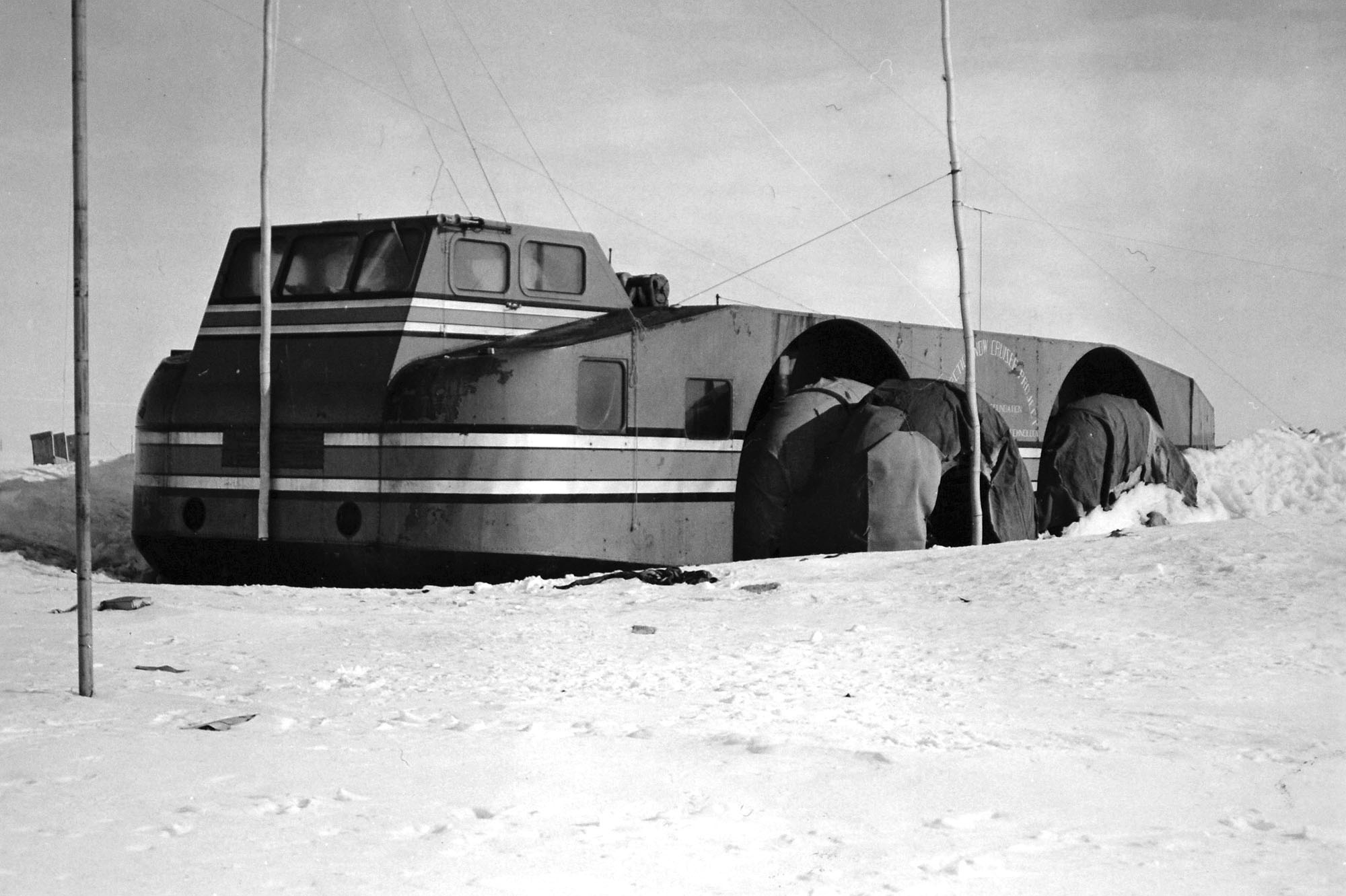
O Snow Cruiser abandonado (22 de dezembro de 1940)

Durante a Operação Highjump, no final de 1946, uma equipe de expedição encontrou o veículo e descobriu que ele precisava apenas de ar nos pneus e alguma manutenção para ficar operacional.
Em 1958, uma expedição internacional retirou a neve entorno do veículo em Little America III utilizando uma escavadeira. Estava coberto por sete metros de neve e uma grande vara de bambu marcava sua posição. Eles foram capazes de escavar até o fundo das rodas e medir com precisão a quantidade de neve precipitada que caiu desde que foi abandonado. Por dentro, o veículo estava exatamente como a equipe tinha deixado ele, com papéis, revistas e cigarros espalhados por toda parte.
Expedições posteriores reportaram não ter visto vestígios do veículo. Apesar de ter algumas especulações infundadas que o Snow Runner foi pego pela União Soviética durante a Guerra Fria, é mais provável que o veículo esteja no fundo do Oceano Antártico ou enterrado profundamente na neve e gelo. O gelo da Antártida está em constante movimento e a plataforma de gelo está constantemente se movendo em direção ao mar. Em 1963, um grande bloco da plataforma de gelo Ross partiu e se afastou; a quebra ocorreu logo ao lado da base de exploração Little America. Não se sabe em qual lado da plataforma de gelo o Snow Cruiser estava localizado.

## Principais características
O cruzador era capaz de carregar biplano, que poderia pousar e decolar no gelo. O interior do veículo foi projetado como um "habitat móvel" capaz de suportar uma equipe de exploradores em uma longa viagem.
Os principais recursos incluem:

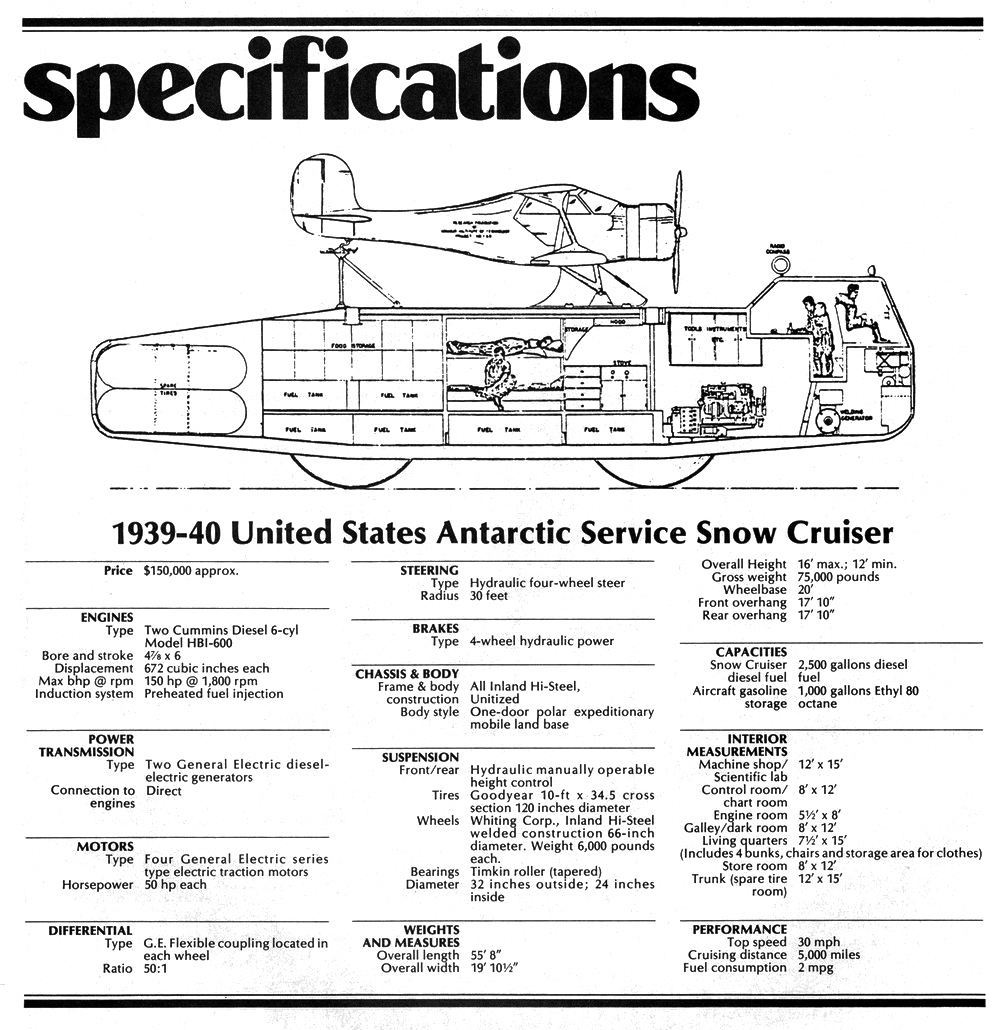
Especificações e diagrama do Snow Cruiser

- Rodas e pneus eram recolhidos em alojamentos onde eram aquecidos pelos gases de escape do motor. Isso evitava rachaduras no composto de borracha natural causadas por baixas temperaturas;
- As longas saliências dianteiras e traseiras na carroceria auxiliavam na travessia de fendas de até 4,6m de largura. As rodas dianteiras deveriam ser retraídas para que a frente pudesse ser empurrada através da fenda. As rodas dianteiras deveriam então ser estendidas (e as rodas traseiras retraídas) para puxar o veículo pelo resto do caminho. Esse processo exigia um procedimento complexo de 20 etapas;
- Uma plataforma na parte superior do veículo foi projetada para acomodar uma pequena aeronave (um biplano Beechcraft Modelo 17 Staggerwing para cinco passageiros). Um guincho puxaria a aeronave para o local. O avião seria usado para realizar levantamentos aéreos;
- O líquido de arrefecimento do motor circulava por toda a cabine para aquecimento. O sistema de aquecimento era muito eficiente e a tripulação relatou que precisava apenas de cobertores leves para dormir;
- O excesso de energia elétrica poderia ser armazenado em baterias para luzes e equipamentos quando o motor não estivesse funcionando;
- O sistema de propulsão diesel-elétrico permitiu motores menores e mais espaço para a tripulação, devido à eliminação de grandes componentes mecânicos de acionamento em todo o veículo. Esta é possivelmente a primeira aplicação de um sistema de propulsão diesel-elétrico em um veículo de quatro rodas deste porte; este projeto é agora comum em grandes caminhões de mineração modernos.

## Detalhes do veículo
| Atributo                            | Descrição |
| ----------------------------------- | --- |
| Comprimento                         | 17 metros |
| Largura                             | 6,06 metros |
| Altura                              | Rodas retraídas: 3,7 metros Rodas estendidas: 4,9 metros                                                                                                   |
| Peso (carregado)                    | 34.000 kg |
| Autonomia                           | 5.000 miles (8.000 km) |
| Velocidade máxima                   | 48km/h |
| Autossuficiência                    | 1 ano nas condições mais extremas |
| Capacidade de combustível           | 9.500 litros armazenados sob o piso |
| Capacidade adicional de combustível | 3.800 litros armazenados no teto, para serem usados pelo avião                                                                                             |
| Tripulação                          | 5 pessoas |
| Custo estimado                      | US$ 300.000 (US$ 6.6 milhões hoje) |
| Compartimentos de cabine            | cabine de controle, oficina mecânica, cozinha combinada/câmara escura, armazenamento de combustível, armazenamento de alimentos, dois pneus sobressalentes |

| Atributo                                    | Descrição                                                                      |
| ------------------------------------------- | ------------------------------------------------------------------------------ |
| Configuração                                | Híbrido Diesel-Elétrico (2 motores diesel, 2 geradores, 4 motores elétricos)   |
| Fabricante e modelo do motor diesel         | Motor Cummins H-6                                                              |
| Classificação de potência do motor diesel   | 110kW @ 1800 rpm – 220kW potência total combinada para 2 motores               |
| Configuração do motor diesel                | 6 cilindros em linha; naturalmente aspirado                                    |
| Deslocamento do motor diesel                | 11,01 litros                                                                   |
| Diâmetro e curso do motor diesel            | 120 mm x 150 mm                                                                |
| Geradores Elétricos                         | General Electric                                                               |
| Fabricante de motores elétricos             | General Electric                                                               |
| Classificação de potência do motor elétrico | 56kW – 220kW total de potência combinada para 4 motores                        |
| Fabricante de pneus                         | Goodyear                                                                       |
| Dimensões dos pneus                         | 3.000mm de diâmetro externo x 1.700 mm de diâmetro interno x 850 mm de largura |